# Cantone di Quissac
Il Cantone di Quissac è una divisione amministrativa dell'arrondissement di Le Vigan.
A seguito della riforma approvata con decreto del 24 febbraio 2014, che ha avuto attuazione dopo le elezioni dipartimentali del 2015, è passato da 12 a 44 comuni.

## Composizione
I 12 comuni facenti parte prima della riforma del 2014 erano:
- Bragassargues
- Brouzet-lès-Quissac
- Cannes-et-Clairan
- Carnas
- Corconne
- Gailhan
- Liouc
- Orthoux-Sérignac-Quilhan
- Quissac
- Saint-Théodorit
- Sardan
- Vic-le-Fesq

Dal 2015 i comuni appartenenti al cantone sono i seguenti 44:
- Aigremont
- Boucoiran-et-Nozières
- Bragassargues
- Brignon
- Brouzet-lès-Quissac
- Canaules-et-Argentières
- Cardet
- Carnas
- Cassagnoles
- Colognac
- Corconne
- Cros
- Cruviers-Lascours
- Domessargues
- Durfort-et-Saint-Martin-de-Sossenac
- Fressac
- Gailhan
- Lédignan
- Lézan
- Liouc
- Logrian-Florian
- Maruéjols-lès-Gardon
- Massanes
- Massillargues-Attuech
- Mauressargues
- Monoblet
- Montagnac
- Moulézan
- Moussac
- Ners
- Orthoux-Sérignac-Quilhan
- Puechredon
- Quissac
- Saint-Bénézet
- Saint-Félix-de-Pallières
- Saint-Jean-de-Crieulon
- Saint-Jean-de-Serres
- Saint-Nazaire-des-Gardies
- Saint-Théodorit
- Sardan
- Sauve
- Savignargues
- Tornac
- Vic-le-Fesq